# Йоуханнес ур Кётлюм
Йоуханнес ур Кётлюм (Кётлум, исл. Jóhannes úr Kötlum — Йоханнес из Катлар; урождённый Йоуханнес Бьярни Йоунассон, исл. Jóhannes Bjarni Jónasson; 4 ноября 1899 — 27 апреля 1972) — исландский писатель, поэт, общественно-политический деятель, депутат парламента (Альтинга). 
Считается одним из любимых поэтов страны — не в последнюю очередь за свои стихи для детей и легко ложащуюся на музыку поэзию, ставшую постоянным источником вдохновения для композиторов, авторов песен и музыкантов. На слова его стихов написано более двухсот песен и композиций, некоторые из них исполнялись всемирно известными артистами, включая Бьорк («Jólakotturinn» — «Йольский кот» / «Рождественский кот»).
Один из выдающихся деятелей современной исландской поэзии, Йоуханнес владел как сложными традиционными формами, так и модернистскими, но как откровенный и порой язвительный критик политических институтов он часто вызывал споры и гнев политических оппонентов. 
Йоуханнес начал свою карьеру как поэт-неоромантик в 1920-х годах, но позже стал ведущим среди радикальных поэтов эпохи Великой депрессии. Он был председателем Общества революционных писателей с 1935 по 1938 год и одним из основателей журнала Rauðir pennar («Красные пёра»). После Второй мировой войны он восстал против традиционной формы, обновив поэзию посредством своей оригинальности.

## Биография
Йоуханнес родился в бедной крестьянской семье на ферме Годдастадир, недалеко от истока Хваммсфьордюра в Далабиггде на северо-западе Исландии. Несмотря на бедность своей семьи, он сумел получить образование и в 1921 году выпустился с педагогическим дипломом учителя начальной школы. Этой профессией он занимался более десяти лет, сначала в сельской местности, а затем в Рейкьявике.
С тех пор он работал редактором и автором — сначала в Рейкьявике, а с 1940 года в Хверагерди, небольшом городке на юге Исландии, который в 1940-х годах стал известен как Колония художников. Лето 1939 и 1940 годов он провел в Кили в качестве инспектора комитета по болезням овец. Затем он был руководителем павильона Скагфьордур Исландской туристической ассоциации в Торсмёрке в 1955—1962 годах. В 1959 году он вернулся в Рейкьявик, где и жил с тех пор.
Член Коммунистической партии Исландии с 1932 года, Йоуханнес принимал активное участие в работе основанной на её базе в 1938 году Единой социалистической партии Исландии, от которой избирался членом парламента в 1941 году. На протяжении всей своей жизни он был борцом за мир и выступал против присутствия в Исландии иностранных армий, в том числе в Союзе противников оккупации.

## Работы
Свои первые сборники романтико-патриотических стихов выпустил в 1926 («Баюшки-баю», Bí bí og blaka) и 1929 годах («Поют лебеди», Álftirnar kvaka). В 1932 году Йоханнес ур Кётлум опубликовал свою любимую детскую книгу «Йоль приближается — стихи для детей» (Jólin koma). Одно из стихотворений в книге, «Йоласвейнары» («Йольские парни» или «Святочные парни»), вновь познакомило исландское общество с йольским фольклором и ввело новый канон с тринадцатью йольскими парнями и связало их с другими фольклорными персонажами. С тех пор произведение стало неотъемлемой частью исландских рождественских традиций, сохраняя многовековой фольклор в современной культуре. С тех пор каждую зиму оно держит планку сезонного бестселлера, оставаясь одной из самых переиздаваемых в Исландии книгой.
Поэтические сборники автора «Я притворяюсь спящим» (Ég læt sem ég sofi, 1932), «И всё же я проснусь» («И все же я бодрствую», Samt mun ég vaka, 1935) посвящены борьбе рабочих за свои права и проникнуты социалистическим пафосом. В сборнике «Белоснежная мать» (Hrímhvita móðir, 1937) обратился к героическому прошлому Исландии. Следующий сборник «Трудно на свете» (Hart er í heimi, 1939) отобразил духовную атмосферу в стране накануне войны. Сборник «Солнце меркнет» (Sól tér sortna, 1945) носит антифашистский характер и прославляет вклад советского народа в победу над нацизмом. 
Стремление автора к обновлению поэтического языка особенно заметно в сборнике «Семидневный путь» (Sjödægra, 1955). Романы «Ангелы-хранители» (Verndarenglarnir, 1943) и «И горы раскололись» (1943) посвящены судьбе исландского народа в годы Второй мировой войны 1939—1945 годов. В 1949—1951/1952 годах вышла трилогия «Остров мёртвых», «Большое плавание», «Континент свободы» об исландской эмиграции в Америку конца XIX века. Под конец жизни вышли сборники «Не-стихи» (Óljóð, 1962), «Сын человеческий» (Mannssonurinn, 1966) и «Месяц молодой и месяц щербатый» (Ný og nið, 1970).

## Награды
Йоуханнес получил награды за свои праздничные стихи на праздновании тысячелетия Альтинга в 1930 году и на празднествах провозглашения Республики Исландия в 1944 году. В 1970 году он был награждён премией «Серебряный конь» — премией исландской газетной литературы. Он дважды был номинирован на литературную премию Северного совета: в 1966 и 1973 годах.

### Поэзия
- 1926: Bí bí og blaka, стихи
- 1929: Álftirnar kvaka, стихи
- 1932: Ég læt sem ég sofi, стихи
- 1932: Jólin koma, стихи (для детей)
- 1933: Ömmusögur (для детей)
- 1935: Samt mun ég vaka
- 1937: Hrímhvita móðir
- 1939: Hart er í heimi
- 1940: Eilífðar smáblóm
- 1941: Bakkabræður (для детей)
- 1945: Sól tér sortna
- 1946: Ljóðið um Labbakút (для детей)
- 1949: Ljóðasafn I—II, избранные стихи.

- 1952: Sóleyjarkvæði
- 1952: Hlið hins himneska friðar
- 1955: Sjödægra
- 1959: Vísur Ingu Dóru (для детей)

- 1962: Óljóð
- 1964: Tregaslagur
- 1966: Mannssonurinn
- 1970: Ný og nið
- 1972-76: Ljóðasafn I—VIII, избранные стихи.
- 1984: Ljóðasafn IX, избранные стихи
- 1987: Saga of Suðurnesjum (для детей)
- 1988: Segja vil ég sögu af sveinunum þeim (для детей)
- 2001: Jólin okkar (для детей)
- 2010: Ljóðaúrval, избранные стихи

### Романы
- 1934: Og björgin klofnuðu
- 1943: Verndarenglarnir
- 1949: Dauðsmannsey
- 1950: Siglingin mikla
- 1951: Frelsisálfan

### Рассказы
- 1938: Fuglinn segir (для детей)

### Эссе и статьи
- 1958: Roðasteinninn og ritfrelsið
- 1965: Vinaspegill

### Переводы
- 1934: Kak I (с Сигурдуром Торлациусом) Вильялмур Стефанссон и Вайолет Ирвин
- 1935: Kak II (с Сигурдуром Торлациусом) Вильялмур Стефанссон и Вайолет Ирвин
- Salamöndrustríðið1935: Mammalitla I (с Сигурдуром Торлациусом) Элиза де Прессенсе
- 1936: Mammalitla II (с Сигурдуром Торлациусом) Элиза де Прессенсе
- 1938: Himalajaförin (с Сигурдуром Торлациусом) Ганс Квелинг
- 1946: Salamöndrustríðið (Война с саламандрами) Карел Чапек
- 1946: Fimm synir Говард Фаст
- 1948: Annarlegar tungur (разные поэты)
- 1955: Saga af sönnum manni (Повесть о настоящем человеке) Борис Николаевич Полевой
- 1957: Vegurinn til lífsins (Путёвка в жизнь / Педагогическая поэма) Антон Семенович Макаренко
- 1957: Vegurinn til lífsins II Антон Семенович Макаренко
- 1958: Frú Lúna í snörunni Агнар Микле

### Перевод на русский
- Рус. перевод. — [Стихи]. В кн.: Поэзия Европы, т. 2. (1). М., 1977.